# Ransford Selasi
Ransford Selasi (Obuasi, 19 agosto 1996) è un calciatore ghanese, centrocampista del Compostela.

## Caratteristiche tecniche
È un centrocampista centrale dotato di personalità e di un buon tiro da fuori area.

## Carriera

### Club

#### Pescara
Nasce ad Obuasi, in Ghana, trasferendosi in seguito in Italia, al Pescara nel 2013, a 17 anni. Viene inserito inizialmente nella squadra Primavera degli abruzzesi e a fine anno debutta anche in prima squadra, il 3 dicembre, quando entra all'82° nella sconfitta per 3-0 in trasferta contro lo Spezia nel 4º turno di Coppa Italia. A fine stagione fa le prime esperienze anche in campionato, facendo il suo esordio in Serie B il 17 maggio 2014, subentrando al 50° nel 2-1 subito sul campo del Padova. Rimane in biancoazzurro tre stagioni, una chiusa al 15º posto, un'altra al 7º con sconfitta in finale play-off contro il Bologna e l'ultima al 4º con vittoria in finale play-off contro il Trapani e conseguente promozione in Serie A, ottenendo un totale di 47 presenze.

#### Novara
Il 31 agosto 2016, ultimo giorno di calciomercato estivo, il Pescara lo manda in prestito in Serie B, al Novara. Esordisce il 10 settembre, alla terza di campionato, vinta per 1-0 in casa contro la Salernitana, entrando al 77'. Termina la stagione con 14 presenze con la maglia dei piemontesi.

#### Ritorno al Pescara
Nell'estate 2017 ritorna per fine prestito al Pescara. Colleziona solo tre presenze con la formazione Primavera del club abruzzese.

#### Lecce e Fano
Il 31 gennaio 2018 si trasferisce in prestito al Lecce. Colleziona 7 presenze nel campionato si chiude con la promozione dei giallorossi in Serie B.
Rientrato al Pescara, il 31 agosto passa, sempre a titolo temporaneo, al Fano.

#### Juventus U23 e Lugano
Il 30 agosto 2019 la Juventus U23 si assicura le sue prestazioni sportive, acquistandolo dal Pescara. Esordisce con la nuova maglia il 18 settembre nel match contro l'Arezzo, valido per la terza giornata del girone A del campionato di Serie C.
Durante la sessione invernale di calciomercato, passa in prestito agli svizzeri del Lugano, in Super League, sino al termine della stagione. Esordisce il 16 febbraio nella gara casalinga vinta per 2-1 contro lo Young Boys.

## Statistiche

### Presenze e reti nei club
Statistiche aggiornate al 23 giugno 2023.
| Stagione        | Squadra         | Campionato      | Campionato | Campionato | Coppe nazionali | Coppe nazionali | Coppe nazionali | Coppe continentali | Coppe continentali | Coppe continentali | Altre coppe | Altre coppe | Altre coppe | Totale | Totale | Totale |
| Stagione        | Squadra         | Comp            | Pres       | Reti       | Comp            | Pres            | Reti            | Comp               | Pres               | Reti               | Comp        | Pres        | Reti        | Pres   | Reti   |        |
| --------------- | --------------- | --------------- | ---------- | ---------- | --------------- | --------------- | --------------- | ------------------ | ------------------ | ------------------ | ----------- | ----------- | ----------- | ------ | ------ | ------ |
| 2013-2014       | Pescara         | B               | 3          | 0          | CI              | 1               | 0               | -                  | -                  | -                  | -           | -           | -           | 4      | 0      |        |
| 2014-2015       | Pescara         | B               | 19+1       | 0          | CI              | 1               | 0               | -                  | -                  | -                  | -           | -           | -           | 21     | 0      |        |
| 2015-2016       | Pescara         | B               | 17+3       | 0          | CI              | 2               | 0               | -                  | -                  | -                  | -           | -           | -           | 22     | 0      |        |
| 2016-2017       | Novara          | B               | 13         | 0          | CI              | 1               | 0               | -                  | -                  | -                  | -           | -           | -           | 14     | 0      |        |
| 2017-gen. 2018  | Pescara         | B               | 0          | 0          | CI              | 0               | 0               | -                  | -                  | -                  | -           | -           | -           | 0      | 0      |        |
| Totale Pescara  | Totale Pescara  | Totale Pescara  | 39+4       | 0          |                 | 4               | 0               |                    | -                  | -                  |             | -           | -           | 47     | 0      |        |
| gen.-giu. 2018  | Lecce           | C               | 7          | 0          | CI+CI-C         | 0+1             | 0               | -                  | -                  | -                  | SC          | 1           | 0           | 9      | 0      |        |
| 2018-2019       | Fano            | C               | 31         | 0          | CI-C            | 1               | 0               | -                  | -                  | -                  | -           | -           | -           | 32     | 0      |        |
| 2019-gen. 2020  | Juventus U23    | C               | 3          | 0          | CI-C            | 1               | 0               | -                  | -                  | -                  | -           | -           | -           | 4      | 0      |        |
| gen.-giu. 2020  | Lugano          | SL              | 7          | 0          | CS              | 0               | 0               | UEL                | 0                  | 0                  | -           | -           | -           | 7      | 0      |        |
| 2020-gen. 2021  | Lugano          | SL              | 0          | 0          | CS              | 0               | 0               | -                  | -                  | -                  | -           | -           | -           | 0      | 0      |        |
| Totale Lugano   | Totale Lugano   | Totale Lugano   | 7          | 0          |                 | 0               | 0               |                    | -                  | -                  |             | -           | -           | 7      | 0      |        |
| gen.-giu. 2021  | Kriens          | ChL             | 19         | 0          | CS              | 1               | 0               | -                  | -                  | -                  | -           | -           | -           | 20     | 0      |        |
| 2021-2022       | Kriens          | ChL             | 24         | 0          | CS              | 2               | 0               | -                  | -                  | -                  | -           | -           | -           | 26     | 0      |        |
| Totale Kriens   | Totale Kriens   | Totale Kriens   | 53         | 0          |                 | 3               | 0               |                    | -                  | -                  |             | -           | -           | 56     | 0      |        |
| gen.-giu. 2023  | Ceuta           | PF              | 15         | 0          | -               | -               | -               |                    | -                  | -                  |             | -           | -           | 15     | 0      |        |
| Totale carriera | Totale carriera | Totale carriera | 158+4      | 0          |                 | 11              | 0               |                    | -                  | -                  |             | 1           | 0           | 174    | 0      |        |

## Palmarès

### Club

#### Competizioni nazionali
- Serie C: 1

Lecce: 2017-2018 (girone C)